# فيكرام بانديت
فيكرام بانديت (بالإنجليزية: Vikram Pandit)‏ (ولد في 14 يناير، 1957) هو الرئيس التنفيذي الحالي لمجموعة سيتي جروب. 

## لمحات وبداية الحياة
ولد فيكرام بانديت في ولاية مهاراشترا في الهندلغته الأم هي المهاراتية.  كان والده - ش ب بانديت - المدير التنفيذي في سارابهاي للكيماويات في بارودا.
أكمل تعليمه في المجمع المجوسي لشباب المدرسة الثانوية في دادار - مومباي. انتقل إلى الولايات المتحدة عندما كان في السادسة عشرة من عمره للدراسة في جامعة جانون. حصل على بكالوريوس وماجستير في الهندسة الكهربائية وماجستير في إدارة الأعمال عام 1976، 1977، و 1980 على التوالي، وحصل على درجة الدكتوراه في التمويل من مدرسة كولومبيا للأعمال في عام 1986. وهو الوصي في جامعة كولومبيا.
فيكرام بانديت كان أستاذا في بلومينجتون قبل أن ينضم إلى شركة مورجان ستانلي. وخلال فترة رئاسته لقسم الأوراق المالية المؤسسية بشركة مورجان ستانلي من 1994 إلى 2000، دفع الشركة إلى مزيد من التجارة الإلكترونية، وساعد على بناء خدمات رئيسية تهتم بصناديق التحوط.قاد الأوراق المالية المؤسسية من 2000 إلى 2005. وقد منحته الحكومة الهندية وسام بادما بوشان في عام 2008.
كان بانديت الرئيس والمدير التنفيذي للعمليات المؤسسية للأوراق المالية والخدمات المصرفية الاستثمارية في مورغان ستانلي، حيث كان مسؤولا عن الإدارة العامة للمجموعة، وركز على التجارة، والمبيعات، وجوانب البنية الأساسية لقطاع الأعمال (2000-2005). قبل ذلك المنصب، شغل بانديت منصب العضو المنتدب ورئيس شعبة الأسهم المؤسسية في جميع أنحاء العالم (1994-2000)، والعضو المنتدب ورئيس نقابة الأسهم الأمريكية (1990-1994) بشركة مورجان ستانلي. في عام 2005، أقيل بانديت من مورجان ستانلي وأنشأ صندوق تحوط بالاشتراك مع آخرين من مورجان ستانلي  سموه شركاء الحارة القديمة. سيتي جروب في وقت لاحق (في عام 2007)اشترت الصندوق ذو الأداء الضعيف مقابل 800 مليون دولار. تلقى بانديت ما يقرب من 165.2 مليون دولار لهذه الصفقة. يعتقد العديد من المحللين أن هذا الثمن الباهظ قد دفع لصندوق تحوط فقط 4.5 مليار دولار أمريكي تحت إدارتها لضم بانديت إلى سيتي جروب. حصل على مبلغ إضافي قدره 2.7 مليون دولار في الشهور الستة التي شغل فيها منصب رئيس المجموعة المصرفية الاستثمارية والاستثمارات البديلة لسيتي جروب في يناير 2008، أعطي بانديت للتوقيع على منحة من الأسهم - اعتمادا على الأداء- تصل قيمتها إلى أكثر من 48 مليون دولار، على الرغم من الخيارات في الوقت الراهن ليست لها قيمة نقدية.
بانديت عضو مجلس جامعة كولومبيا وكلية كولومبيا للأعمال والمدرسة الهندية لإدارة الأعمال ووكلية ترينيتي. وهو عضو سابق في مجلس صندوق الاستثمار لبورصة ناسداك (2000-2003)، بمدينة نيويورك.

## سيتي جروب
في 11 ديسمبر، 2007 تم تعيين بانديت كبير الإداريين التنفيذيين الجديد لمجموعة سيتي جروب ليحل محل الرئيس التنفيذي المؤقت السير وينفريد بيسكوف، الذي أصبح رئيسا لمجلس الإدارة مع بقائه الرئيس التنفيذي لسيتي جروب أوروبا. الرئيس المؤقت روبرت روبن أيد بانديت بقوة،  ليكون خليفة لتشاك برينس. برينس استقال من منصبه في تشرين الثاني 2007 بسبب الأداء الضعيف غير المتوقع خلال الربع الثالث من السنة الذي كان سببه خسائر متعلقة بالتزام الديون المضمونة والأوراق المالية المدعومة برهن.

### التعويض
بينما كان بانديت الرئيس التنفيذي لمجموعة سيتي جروب في عام 2007، وحصل فيكرام بانديت، على تعويض سنوي قدره 3,164,320، الذي اشتمل على المرتب الأساسي من 250,000 دولار، والأرصدة الممنوحة 2,914,320 دولار وتمنح خيارات 0 دولار. وفي عام 2008، حصل على تعويض إجمالي قدره 38,237,437 دولار، الذي اشتمل على المرتب الأساسي من 958,333 دولار، والأرصدة الممنوحة 28,830,000 دولار، وتمنح خيارات 8,432,911 دولار.

### 2009
في 11 فبراير، 2009، أدلى بانديت بشهادته أمام الكونجرس أنه قد أقر لمجلس ادارته، «ينبغي أن يكون راتبي دولار واحد في السنة بدون مكافأة حتى نعود إلى الربحية،»  وذلك بعد أن تلقى 10.82 مليون دولار في عام 2008. كما أنه تحدث بنبرة اعتذارية عن السماح للبنك بإتمام صفقة شراء طائرة خاصة بعد تلقي نحو 45 مليار دولار في إنقاذ المال. وقد ألغى البنك الخطة تحت ضغط من الرئيس الامريكى باراك اوباما. [بحاجة لمصدر]

### نقد
انتُقِد فيكرام بانديت  لكونه كارها للنساء ويجد صعوبة في العمل مع الزميلات. يعرف عنه أن له مشاكل شخصية ومهنية مع زوي كروز، رئيسته في مورجان ستانلي، وهذا هو أحد الأسباب لرحيله من هناك. بانديت أثار حفيظة كروز أمام أعضاء مجلس الإدارة الأخرى ن، مما أصابها بالغضب والإحباط، وهي تمسح الدموع من عينيها  في سيتي جروب، أقال فيكرام سالى كراوتشيك الذي قاد مجموعة إدارة الثروة بمجموعة سيتي جروب  في خلال فترة وجوده في سيتي جروب، قال إنه كثيرا ما انتقد علنا رئيسة المؤسسة شيليا بير ورفض التعاون معها أو وكالتها على الرغم من الأداء الضعيف لمجموعة سيتي جروب مقارنة مع نظيراتها ومكانتها باعتبارها واحدة من أكبر مستخدمي أموال دافعي الضرائب في خطة انقاذ.

## حياته الشخصية
يسكن بانديت في شقة قيمتها 18 مليون دولار على أبر ويست سايد في مانهاتن [بحاجة لمصدر] وهو هندوسي الديانة. متزوج من «سواتي»، وهي من بونه.

## وصلات خارجية
- فيكرام بانديت على موقع مونزينجر (الألمانية)
- فيكرام بانديت على موقع إن إن دي بي (الإنجليزية)
- فيكرام بانديت يتحدث في وارتون في الأزمة الحالية. على يوتيوب
- سيتي جروب بيو
- مقابلة مع والد فيكرام بانديت
- مقابلة مع والد فيكرام بانديت على شبكة سي ان ان ابن
- Rediff.com التقرير الخاص عن فيكرام بانديت، الوالد شانكار بانديت وعائلته

ويكيبيديا:FLAG